# Fadi Abou Chebel
Fadi Abou Chebel OMM (* 19. Oktober 1969 in Dair al-Qamar, Libanon) ist maronitischer Exarch von Kolumbien.

## Leben
Fadi Abou Chebel trat der Ordensgemeinschaft des Mariamitischen Maroniten-Ordens bei und legte am 19. Januar 1994 die ewige Profess ab. Er empfing am 23. Dezember 1995 das Sakrament der Priesterweihe.
Am 20. Januar 2016 ernannte ihn Papst Franziskus zum ersten maronitischer Exarchen von Kolumbien.